# Giulio Migliaccio
Giulio Migliaccio (* 23. Juni 1981 in Mugnano di Napoli, Italien) ist ein ehemaliger italienischer Fußballspieler.

## Karriere
Migliaccio begann das Fußballspielen in der Jugend des AC Savoia 1908 und wurde 1998 in den Profikader aufgenommen. Bis 2000 kam er zu zehn Einsätzen bei Savoia, in 29 Spielen gelangen ihm während einer Leihe zum FC Puteolana 1902 sechs Tore. Von 2000 bis 2001 spielte Migliaccio beim AS Bari, wo er jedoch nie zu einem Ligaeinsatz kam.
So wechselte er zu dem klassentieferen Verein SSC Giugliano, wo er in zwei Jahren fast 60 Spiele bestritt. Durch seine guten Leistungen wurde Ternana Calcio auf Migliaccio aufmerksam und nahm ihn 2003 unter Vertrag. 2005 wechselte er zu Atalanta Bergamo, mit dem er 2005/06 in die Serie A aufsteigen konnte. Dort spielte er für Atalanta auch ein weiteres Jahr, insgesamt kam er auf 78 Spiele für die Bergamasken. 2007 schloss er sich der US Palermo an, mit der er fünf Jahre in der Serie A spielte. 2012 wurde er an den AC Florenz verliehen, wo er in 24 Spielen einmal traf.
Nach dem Ende seiner Leihe wechselte Migliaccio im Sommer 2013 für ein zweites Mal zu Atalanta Bergamo.
Im Sommer 2017 beendete Migliaccio seine Laufbahn.

## Erfolge
- Italienischer Serie B-Meister: 2005/06